# Horn (album)
Horn è il quarto album in studio in lingua coreana (il settimo in totale) del girl group sudcoreano Apink, pubblicato nel 2022.

## Tracce
1. Dilemma – 3:29
2. Holy Moly – 3:02
3. My oh My – 3:06
4. Nothing – 3:37 – Park Cho-rong, Jung Eun-ji, Kim Nam-joo
5. Red Carpet – 3:05 – Yoon Bo-mi, Son Na-eun, Oh Ha-young
6. Single Rider – 3:23
7. Free & Love – 3:28
8. Just Like This (그날의 봄; Geunal-ui bom) – 3:30
9. Trip – 3:33
10. Dream (작은 별; Jag-eun byeol) – 3:09
11. Thank You (고마워; Gomawo) – 4:00

## Classifiche
| Classifica (2022) | Posizione massima |
| ----------------- | ----------------- |
| Corea del Sud     | 4                 |